# Horizon (THE YELLOW MONKEYの曲)
「Horizon」（ホライズン）は、2017年11月29日に発売されたTHE YELLOW MONKEYの配信シングル。

## 概要
この楽曲は、2017年9月から11月にかけて行われた3か月連続配信リリース企画の第1弾「ZIGGY STARDUST」、第2弾「Stars」に続き、第3弾としてリリースされた。ロックの基本形式である身の回りで起きた出来事をテーマにした、普遍的メッセージのバラード。
THE YELLOW MONKEYが再結成した2016年、このバンドの再結成後をドキュメンタリーにした映画『オトトキ』の制作が始まった。この映画のために曲を作ってほしいと『オトトキ』の監督松永大司から要望があり、ギターの菊地英昭（EMMA）が作曲をした。EMMAは最終的に作詞も担当することになった。その時のEMMAは、「1年間ツアーをやっていたし」、「メンバーの感謝の気持ち」を作品にしたいと思っていたところで、一晩かけて書いた歌詞は最初、バンドメンバーに向けて書きつづっていき、1年間の出来事の色々な想いが交錯して完成したのであると、『オトトキ』公開前夜の舞台挨拶で話した。EMMAは、THE YELLOW MONKEYのギタリストとしてこれまでにいくつかの作曲を担当したが、作詞は初めてであり、「Horizon」は作詞・作曲を担当した初の作品となった。ボーカルの吉井和哉は、吉井が歌う曲として作詞されたこの歌を、ファンへのメッセージと最初は思っていたが、ある日、バンドメンバーへのメッセージなのだろうと思い、色々な解釈ができて「すばらしい」とこの舞台挨拶で話した。
この歌にはまたEMMAの家族への想いが込められた。EMMA・ANNIE兄弟の父は、2016年の日本全国ツアー「THE YELLOW MONKEY SUPER JAPAN TOUR」の頃、病床に臥せっていて容体が思わしくなかった。しかし菊地兄弟はツアーを続けるために父と別れ、関西方面に旅立った。ツアー中、父は息を引き取った。
父はTHE YELLOW MONKEYの曲で「球根」が好きだった。EMMAの大イントロ・ギターソロが入る2016年ツアー・神戸公演2日目の7月27日の「球根」は、エンディングに流れる「Horizon」以外に唯一、映画『オトトキ』に全演奏が収録されている。
菊地兄弟の地元・東京都八王子市は、毎年夏に「八王子まつり」を開催する。東京市に続き東京府内で市制を施行した八王子市は、2016年に市制施行後99年に入る。この年の7月30日、八王子の夜空に花火が上がった。この日は「八王子まつり」の先行イベント「八王子花火大会」である。富士森公園の八王子市民球場（Dスタ）で打ち上げられた花火であった。関西方面巡業の後、菊地兄弟の父の葬式に参列するため八王子に来ていたバンドメンバーたちは、この花火が見えた。歌詞の中の打ち上げ花火とは、この日の花火のことである。
この歌は、ギターの聴きどころの一つであるギター・ソロが終奏（アウトロ）に現れる。
2017年10月13日、「Horizon」が映画『オトトキ』の主題歌（エンディングテーマ）に決定したことが公式発表され、この歌は『オトトキ』のワールドプレミア（世界初演）が行われたこの日の釜山国際映画祭において解禁された。『オトトキ』は翌月11月11日に一般公開され、映画パンフレットに歌詞が紹介された。また11月11日は、「Horizon」が3か月連続配信リリースの第3弾であることが公式発表された。11月20日、配信シングル用のアートワーク（ジャケット写真）が公開された。11月22日、FMQリーグのラジオ番組で先行オンエア。12月7日、EMMAの誕生日を記念してファンクラブ向けのウェブコンテンツで24時間配信が実施された。また、12月28日のヤフオク!ドームで初披露。観客がサビを合唱する参加型のライブとなった。
2018年11月8日、コンピュータゲーム『ファイナルファンタジーXV』と「Horizon」のコラボレーション映像が制作され公開。この映像は『ファイナルファンタジーXV』発売2周年を記念したもので、ゲームの名シーンと共にテーマソングとして「Horizon」が流れる。ゲームの主人公と仲間たちの旅にテーマソング「Horizon」を調和させた。翌12月に完全版を公開。

## 収録曲
1. Horizon - 5:05
（作詞・作曲：菊地英昭 / 編曲：THE YELLOW MONKEY）

## レビュー等
- ラジオパーソナリティの川原ちかよは、1曲の歌として聴くだけでなく、映画の劇場でこの歌を体感したその後で、「自分の中に宿る感情と合わせて聴いてほしい」歌であると言う[14]。
- ライターの杉浦美恵は、解散から10余年の後に再会した思いが蘇るような、「まさに映画の主題歌としてこれ以上はない」歌であり、「穏やかなリズムの中で過去と現在を思う。こんなやさしい時がまた訪れたことが嬉しい」と言う[15]。

## ミュージック・ビデオ
「Horizon」配信シングルリリースの翌月12月15日、YouTubeの公式チャンネルで「Horizon」ミュージック・ビデオ（MV）が緊急公開された。
2017年12月9日、12月10日の2日間、バンドは17年ぶりの東京ドーム公演を行った。バンドにとって2016年の再集結（再結成）後のミッションの1つである東京ドーム公演は、「JAM」で締めくくられた本編全19曲の後、会場内のLED画面で「Horizon」のCGアニメーション上映が始まった。「Horizon」の音源とともに上映されたこのアニメーションは、この東京ドーム公演における上映のために映像作家・半崎信朗が制作した。上映後に再びバンドメンバーが登場すると、メンバーは「Horizon」と繋がっているかのような「SO YOUNG」を披露し、東京ドーム公演は終局へ導かれた。
この東京ドーム公演における「Horizon」アニメーション上映に反響が寄せられ、東京ドーム会場内のセンターLED画面で上映されたアニメーションがYouTube公式チャンネル上に公開されたものが「Horizon」ミュージック・ビデオであり、タイトルにCenter Screen Versionというカッコ書きが付与された。後にカッコ書きなしの「Horizon」だけのタイトルになった。